# WTA Austrian Open 2001
Il WTA Austrian Open 2001 è stato un torneo di tennis giocato sulla terra rossa. È stata la 30ª edizione del torneo, che fa parte della categoria Tier III nell'ambito del WTA Tour 2001. Si è giocato a Vienna in Austria, dal 9 al 15 luglio 2001.

## Campionesse

### Singolare
Iroda Tulyaganova ha battuto in finale  Patty Schnyder con il punteggio di 6–3, 6–2.

### Doppio
Paola Suárez /  Patricia Tarabini hanno battuto in finale  Vanessa Henke /  Lenka Němečková con il punteggio di 6–4, 6–2.